# 北条五色備
北条五色備（ほうじょうごしきぞなえ）は、戦国大名・後北条氏の元に編成されたとされる備（部隊）。その名の通り黄・赤・青・白・黒の5色に分けて5つの部隊が編成された。

## 概要
天文20年7月20日（1551年8月31日）北条氏康は上野国平井城を攻略し、長年の大敵であった関東管領・上杉憲政を完全に撃破するに至った。その頃のものとされる北条家の編成名簿の中に五色備について見られる。それによると、別格の御家門衆（北条幻庵など）、最高格の三家老衆（松田尾張守、大道寺駿河守、遠山丹波守）に次ぐ五家老衆がそれぞれの備を担当した事が分かる。
特に黄備を率いた北条綱成はよく知られており、黄色地に染められた「地黄八幡（じきはちまん）」という旗指物を使用していたという。その他の備については他の資料からは見られず、その実態についての記録は乏しい。

## 構成
いずれも名称・職責は「小田原秘鑑」による。年次は天文20年頃とされる。
- 黄備 - 北条上総介綱成
  - 武蔵国川越城代
- 赤備 - 北条常陸介綱高
  - 相模国玉縄城代
- 青備 - 富永左衛門尉直勝
  - 武蔵国栗橋城代
- 白備 - 笠原能登守康勝、後に清水上野介康英
  - 伊豆国下田城代
- 黒備 - 多米周防守元忠(御由緒六家)
  - 上野国平井城預かり